# Barbarano Romano
Barbarano Romano è un comune italiano di 985 abitanti della provincia di Viterbo, distante dal capoluogo circa 30 km.

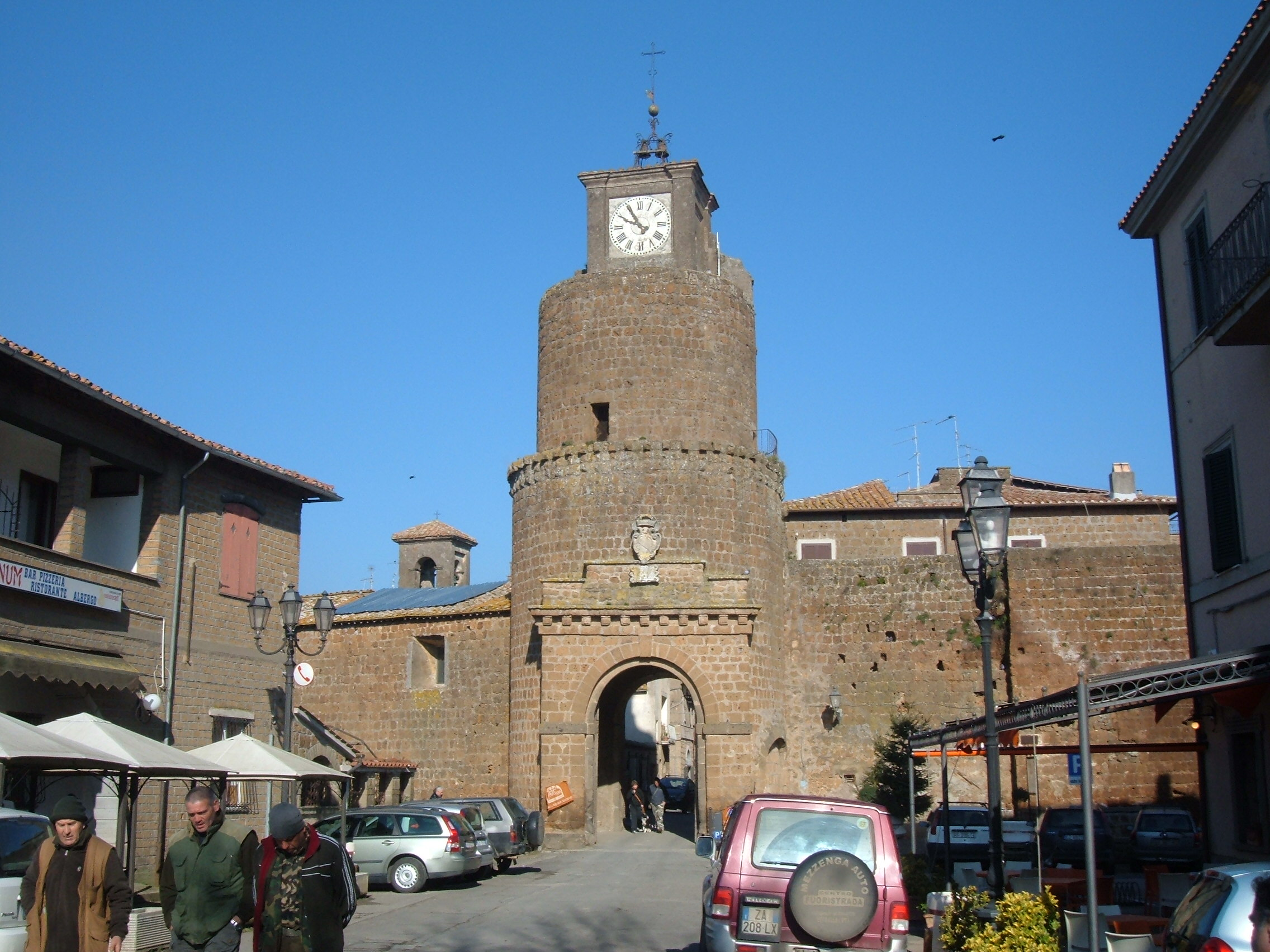
Porta Romana

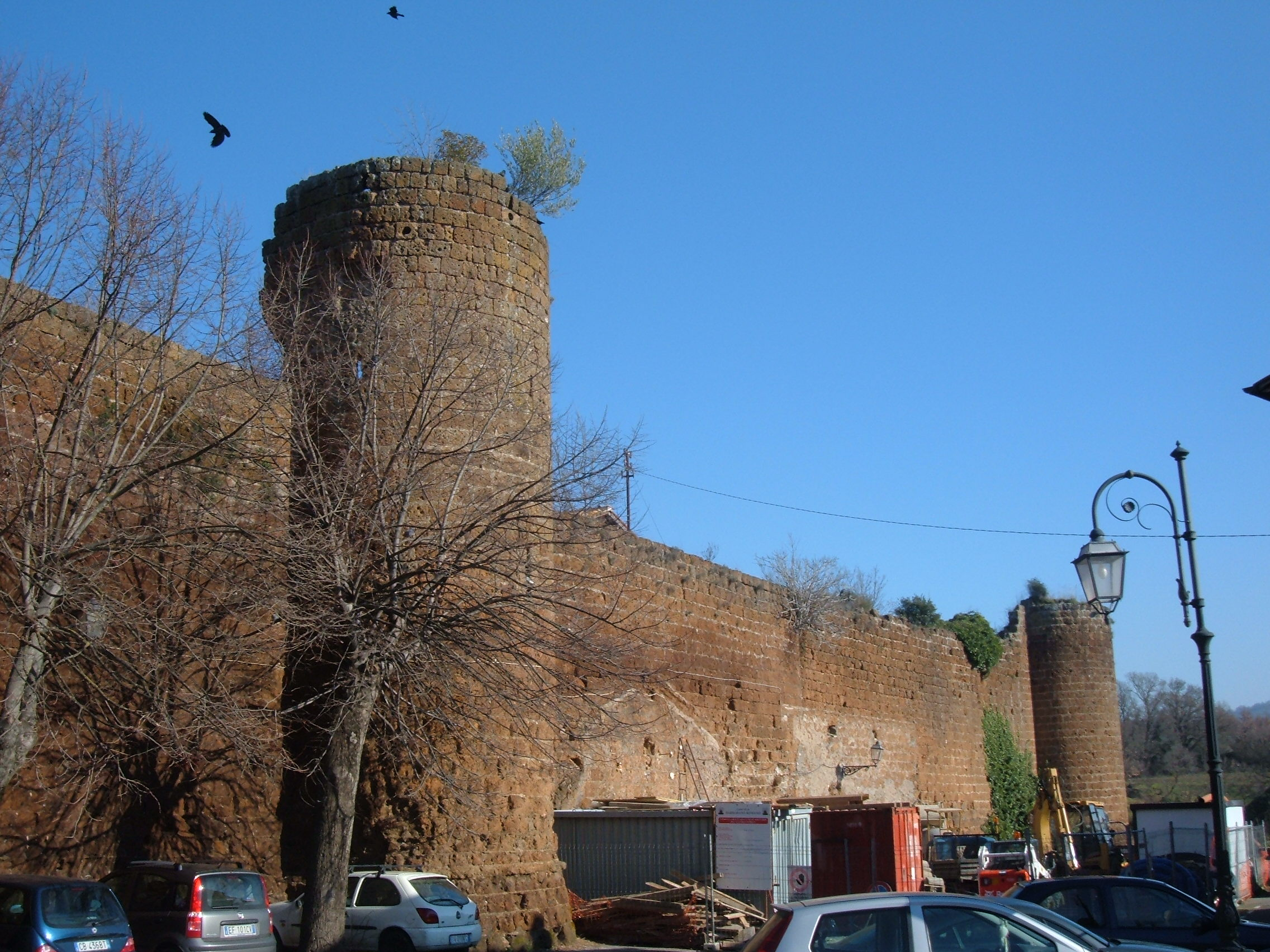
Cinta muraria

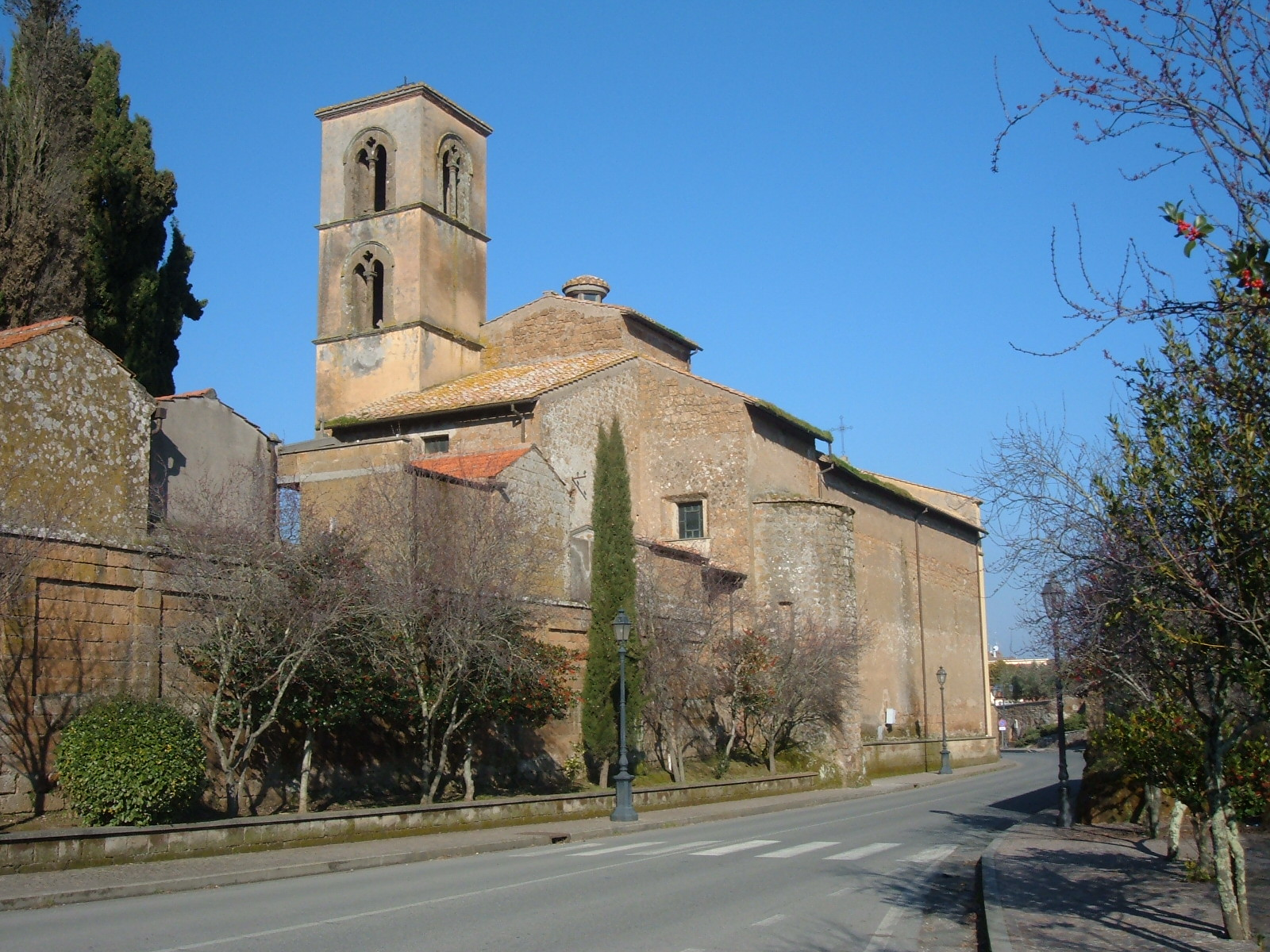
Santa Maria del Piano

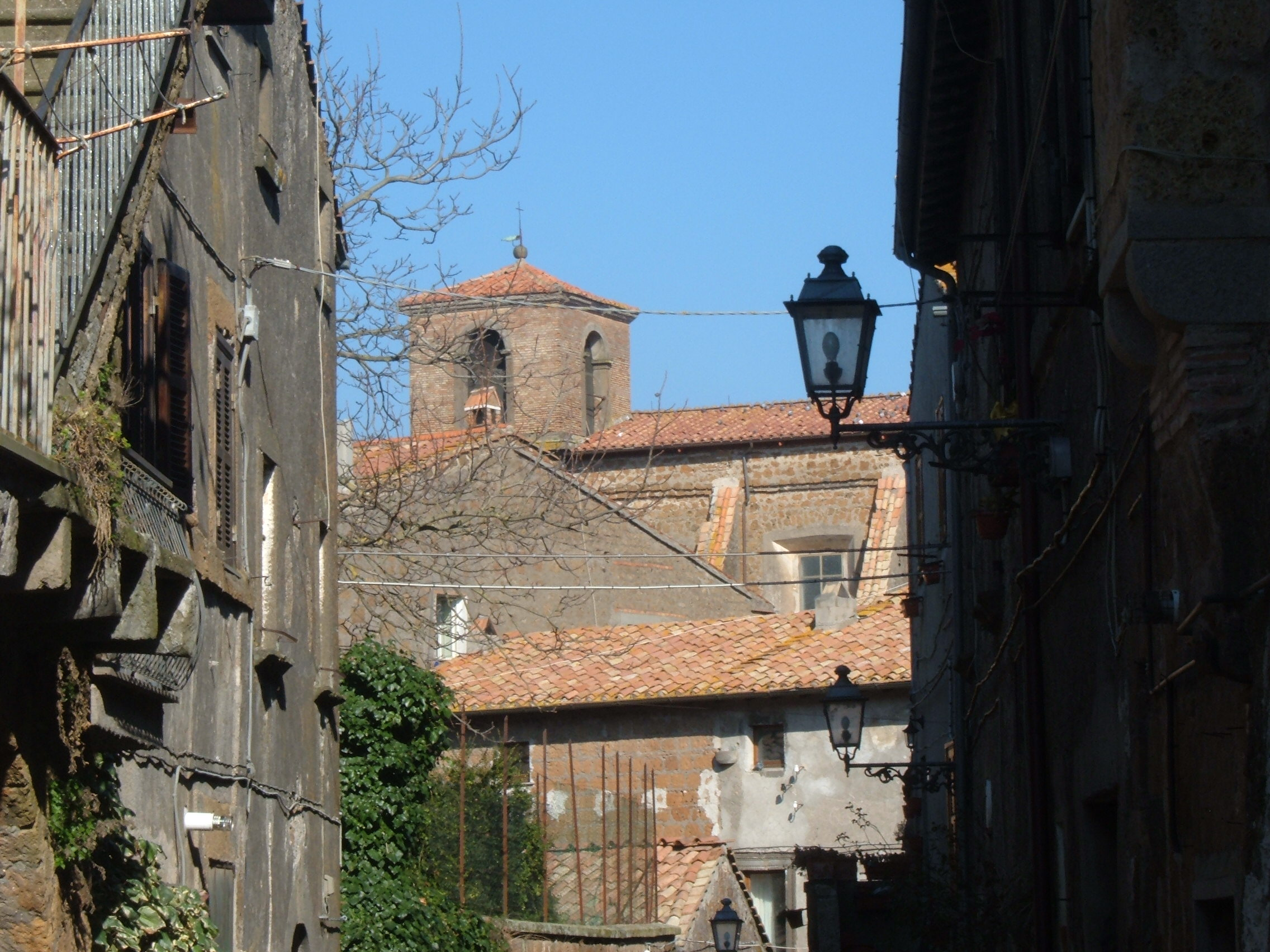
Santa Maria Assunta

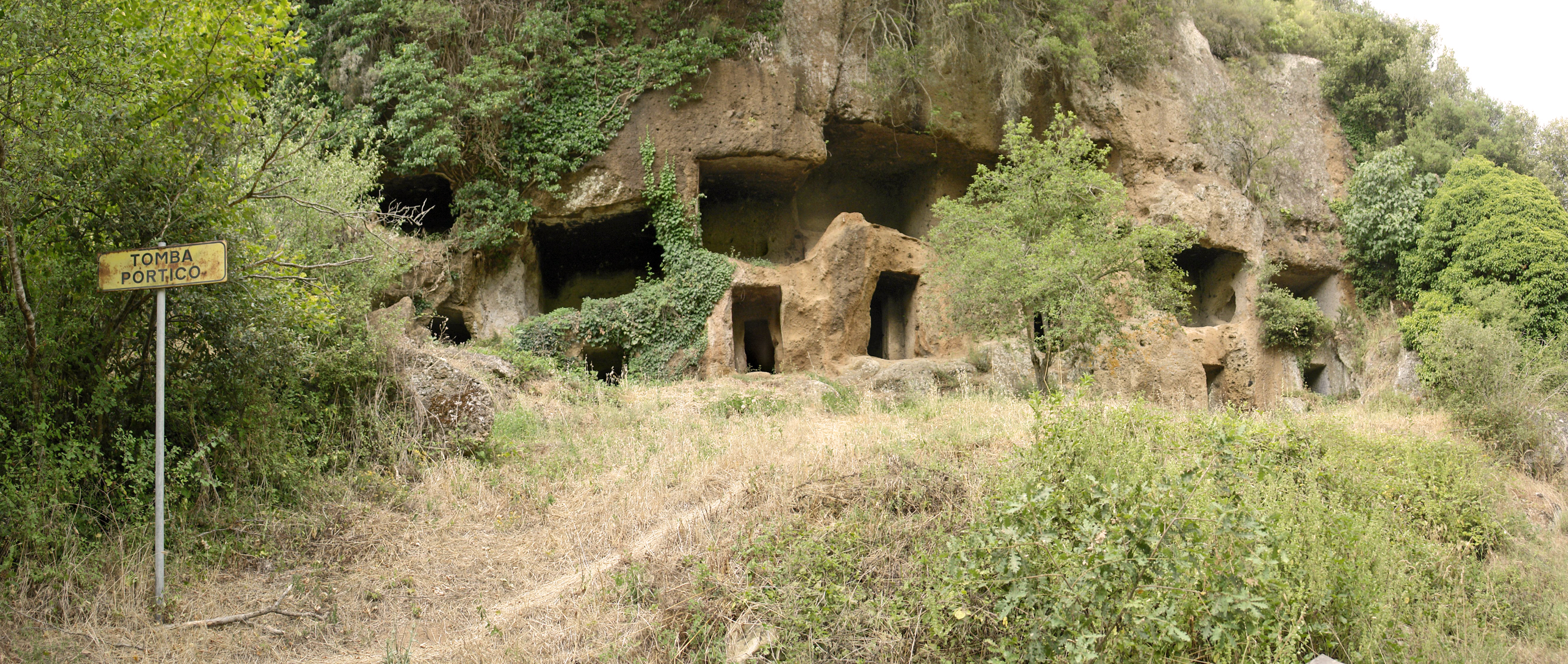
Necropoli etrusca di San Giuliano

## Geografia fisica

### Territorio
Centro agricolo sito sulle propaggini del distretto vulcanico Cimino-Vicano (monti Cimini), posto su un ripiano tufaceo a forma di cuneo, delimitato dalla confluenza di due brevi affluenti del torrente Biedano.

### Clima
- Classificazione climatica: zona D, 2024 GR/G

## Storia
L'altura vulcanica su cui sorge l'abitato è stata probabilmente sede in età preistorica di un abitato della prima età del Bronzo, come attestano numerosi manufatti individuati ai piedi dell'acrocoro. Notizie di un insediamento stabile si hanno però solo con il Medioevo.
Quasi al termine della via principale, Via Vittorio Emanuele, fino al 1930 si ergeva una torre a pianta pentagonale avanzo di una rocca longobarda, detta di Desiderio - l'ultimo Re Longobardo che intorno al 771 fortificava Viterbo ed i borghi vicino per contrastare i franchi di Carlo Magno.
Una targa originale di marmo del 1280 - situata all'ingresso della Chiesa principale di S. Maria Assunta - indica che la stessa fu edificata nel 1280, durante la sede vacante del papato che seguì alla morte di Papa Nicola III Orsini. Barbarano faceva quindi parte del Ducato romano longobardo che a seguito della donazione di Liutprando del 728 era poi divenuto possesso della Chiesa nel secolo VIII.
Feudo degli Anguillara nel secolo XIV, passò poi agli Orsini e infine ai Borgia nel secolo XV.

## Monumenti e luoghi d'interesse
Il paese consta di un primo nucleo risalente probabilmente al X secolo, cui si aggiungono vari edifici, dal XIII al XVII. Attualmente costituisce un esempio di borgo medievale a spina di pesce, con una strada principale centrale fiancheggiata da due parallele secondarie, allungato sul cuneo fra due gole e chiuso, nell'unico tratto non difeso naturalmente, da mura con torri quadrilatere a gola aperta databili al secolo XIV, ulteriormente foderate da una cinta muraria verso la fine del XV secolo con l'aggiunta di torri circolari.

### Architetture religiose
- Chiesa del Crocifisso. Edificata probabilmente tra il XII ed il XIII secolo, è documentata per la prima volta nel 1573; è ad un'unica navata con due cappelle laterali; in essa si conserva un notevole crocifisso ligneo del XVI secolo.
- Complesso di Sant'Angelo. Antico isolato, che in origine comprendeva anche un cimitero. La Chiesa, oggi ancora consacrata ma non più utilizzata per le funzioni religiose, è sorta alla fine del XIII secolo; è affiancata dall'ex casa canonica, sede del parroco, la cui facciata forma un tutt'uno con quella della chiesa. In alcuni ambienti del complesso è oggi ospitato il Museo archeologico delle necropoli rupestri di Barbarano.
- Chiesa di Santa Maria del Piano. Antica chiesa del XIII secolo ricostruita nella seconda metà del XVI secolo. Numerosi affreschi sono stati riportati alla luce nel corso di restauri degli ultimi decenni.
- Chiesa collegiata di Santa Maria Assunta. Chiesa parrocchiale, già esistente sul finire dell'XI secolo, è stata ricostruita e rimaneggiata più volte, soprattutto nel corso del XVIII secolo. All'interno vi sono pregevoli opere d'arte, tra cui un affresco della Madonna che allatta Gesù con i Santi Giovanni e Antonio abate (XIV secolo).
- Chiesa di Sant’Antonio Abate situata in campagna leggermente fuori dal borgo antico ed utilizzata nella ricorrenza del Santo.
- Chiesa di San Giuliano sull’omonimo promontorio all’interno del Parco Archeologico di San Giuliano da cui prende il nome.
- Mura cittadine. Barbarano ha avuto, nel corso dei secoli, tre cinta murarie distinte. Della più antica restano poche tracce, soprattutto per i crolli degli anni trenta, che hanno portato alla scomparsa della porta merlata d'Ognissanti e della torre detta di re Desiderio. La seconda cinta muraria in cui sono incastonate le torri quadrate e la cinta più esterna rinforzata da torri tonde, in cui è inserito il torrione di Porta Romana, dotato, dal 1863, di un orologio.

### Architetture civili
- Palazzo comunale. Sorge nell'area denominata Castello, circondata da una cinta muraria, la più antica di quelle di Barbarano, sui cui resti è in parte edificato il municipio. Nel 1930 un'antica torre medievale, con parte delle mura e del palazzo priorale, crollarono rovinosamente.
- Palazzo Mastini. Opera del XVI-XVII secolo, restaurato recentemente, ora di proprietà comunale.

### Siti archeologici
L'area archeologica di San Giuliano è una vasta area archeologica davanti al colle dove sorge l'abitato di Barbarano, sede di un abitato frequentato dall'età preistorica fino al basso medioevo, circondata da diverse necropoli indagate sin dalla metà del XIX secolo.

### Aree naturali
Il caratteristico paese, al centro di un'area protetta regionale, il Parco regionale Marturanum, è celebre per la presenza di numerose necropoli etrusche.

## Società

### Evoluzione demografica
Abitanti censiti

## Cultura

### Musei
- Museo Naturalistico del Parco Marturanum "Francesco Spallone". Struttura museale che si pone come centro di interpretazione del territorio della Tuscia rupestre, di cui Barbarano Romano è centro esemplificativo. Conserva numerosi reperti faunistici, la ricostruzione di una tomba etrusca e di una forra, profondo canalone scavato dall'acqua nella roccia di origine vulcanica. Molto attivo nella didattica, il museo svolge anche le funzioni di Centro Visite del Parco Marturanum.[9]
- Museo delle Necropoli rupestri. Situato nei locali del complesso storico di Sant'Angelo, espone moltissimi reperti ritrovati nelle necropoli rupestri del territorio di Barbarano Romano.[10]

## Economia
I principali prodotti dell'agricoltura sono uva e olive. Diffuso l'allevamento bovino i cui ottimi prodotti biologici sono venduti localmente. Si possono trovare presso gli innumerevoli boschi che circondano il territorio varietà di funghi molto apprezzati.
Di seguito la tabella storica elaborata dall'Istat a tema Unità locali, intesa come numero di imprese attive, ed addetti, intesi come numero addetti delle unità locali delle imprese attive (valori medi annui).
|                  | 2015                  |                              |                            |                |                       |                     | 2014                  |                | 2013                  |                |
| ---------------- | --------------------- | ---------------------------- | -------------------------- | -------------- | --------------------- | ------------------- | --------------------- | -------------- | --------------------- | -------------- |
|                  | Numero imprese attive | % Provinciale Imprese attive | % Regionale Imprese attive | Numero addetti | % Provinciale Addetti | % Regionale Addetti | Numero imprese attive | Numero addetti | Numero imprese attive | Numero addetti |
| Barbarano Romano | 55                    | 0,24%                        | 0,01%                      | 133            | 0,22%                 | 0,01%               | 59                    | 129            | 56                    | 114            |
| Viterbo          | 23.371                |                              | 5,13%                      | 59.399         |                       | 3,86%               | 23.658                | 59.741         | 24.131                | 61.493         |
| Lazio            | 455.591               |                              |                            | 1.539.359      |                       |                     | 457.686               | 1.510.459      | 464.094               | 1.525.471      |

Nel 2015 le 55 imprese operanti nel territorio comunale, che rappresentavano lo 0,24% del totale provinciale (23.371 imprese attive), hanno occupato 133 addetti, lo 0,22% del dato provinciale (59.399 addetti); in media, ogni impresa nel 2015 ha occupato due persone (2,42).

## Infrastrutture e trasporti

### Ferrovie
Per quanto riguarda il trasporto ferroviario, Barbarano aveva due stazioni sulla ferrovia Orte-Capranica-Civitavecchia: Barbarano Romano-Vejano, situata sulla Via Claudia, e Bandita di Barbarano, più centrale. In seguito a una frana, la ferrovia fu chiusa nel 1961 nella tratta Civitavecchia-Capranica e, nonostante una mole enorme di finanziamenti e nonostante il suo ripristino sia stato più volte annunciato, non è stata più riaperta.
Un'altra stazione al servizio di Barbarano sarebbe quella di Vico Matrino (7 km) sulla FL3 ferrovia Roma-Capranica-Viterbo, ma essa è chiusa da decenni ed è soppressa anche come fermata. Le stazioni attive più vicine sono quindi a Oriolo e a Vetralla.

### Strade
Barbarano Romano tramite la Strada Provinciale 42 Barbaranese, è collegata a Monte Romano.

### Trasporti pubblici
Barbarano Romano è collegato, tramite i bus COTRAL, con Roma Cornelia (solo 1 corsa), Roma Saxa Rubra, Viterbo, Vetralla, Oriolo Romano, Manziana, Bracciano, Civitavecchia, Monte Romano e Tarquinia.

## Amministrazione
Nel 1872 Barbarano cambia denominazione in Barbarano Romano.
Nel 1927, a seguito del riordino delle circoscrizioni provinciali stabilito dal regio decreto n. 1 del 2 gennaio 1927, per volontà del governo fascista, quando venne istituita la provincia di Viterbo, Barbarano Romano, passò dalla provincia di Roma a quella di Viterbo.